# IC 4331
IC 4331 ist eine Balken-Spiralgalaxie vom Hubble-Typ SBb mit aktivem Galaxienkern im Sternbild Bärenhüter am Nordsternhimmel. Sie ist schätzungsweise 687 Millionen Lichtjahre von der Milchstraße entfernt und hat einen Durchmesser von etwa 120.000 Lichtjahren.
Im selben Himmelsareal befinden sich unter anderem die Galaxien IC 4332, PGC 48931, PGC 48961, PGC 49145.
Das Objekt wurde am 15. Juni 1895 von Stéphane Javelle entdeckt.